# Прозоров, Пётр Алексеевич
Пётр Алексеевич Прозоров (12 [24] июня 1899, Чекоты, Вятская губерния — 2 июня 1968, Вожгалы, Кировская область) — председатель колхоза «Красный Октябрь».
Дважды Герой Социалистического Труда, четырёхкратный кавалер ордена Ленина.

## Биография
Пётр Прозоров родился 12 (24) июня 1899 года в деревне Чекоты Вожгальской волости Вятской губернии (ныне Кумёнский район Кировской области).
В 1924 году организовал в родной деревне Чекоты сельскохозяйственное товарищество, затем преобразовавшееся в колхоз «Красный Октябрь». Под руководством Прозорова колхоз стал одним из передовых хозяйств страны и был награждён в 1967 году орденом Ленина.
Умер 2 июня 1968 года в селе Вожгалы Кировской области.
Член КПСС с 1926 года. Избирался делегатом XX, XXI, XXII, XXIII съездов КПСС, а также депутатом Верховного совета РСФСР III—VII созывов.

## Награды и звания
- Дважды Герой Социалистического Труда:
  - 17.03.1948 — за высокие урожаи ржи,
  - 24.04.1958 — за успехи в развитии сельского хозяйства.
- Орден Ленина (четырежды).
- Малая золотая медаль ВДНХ.
- Золотая медаль ВДНХ.
- Большая золотая медаль ВДНХ.